# ピノ・パラディーノ

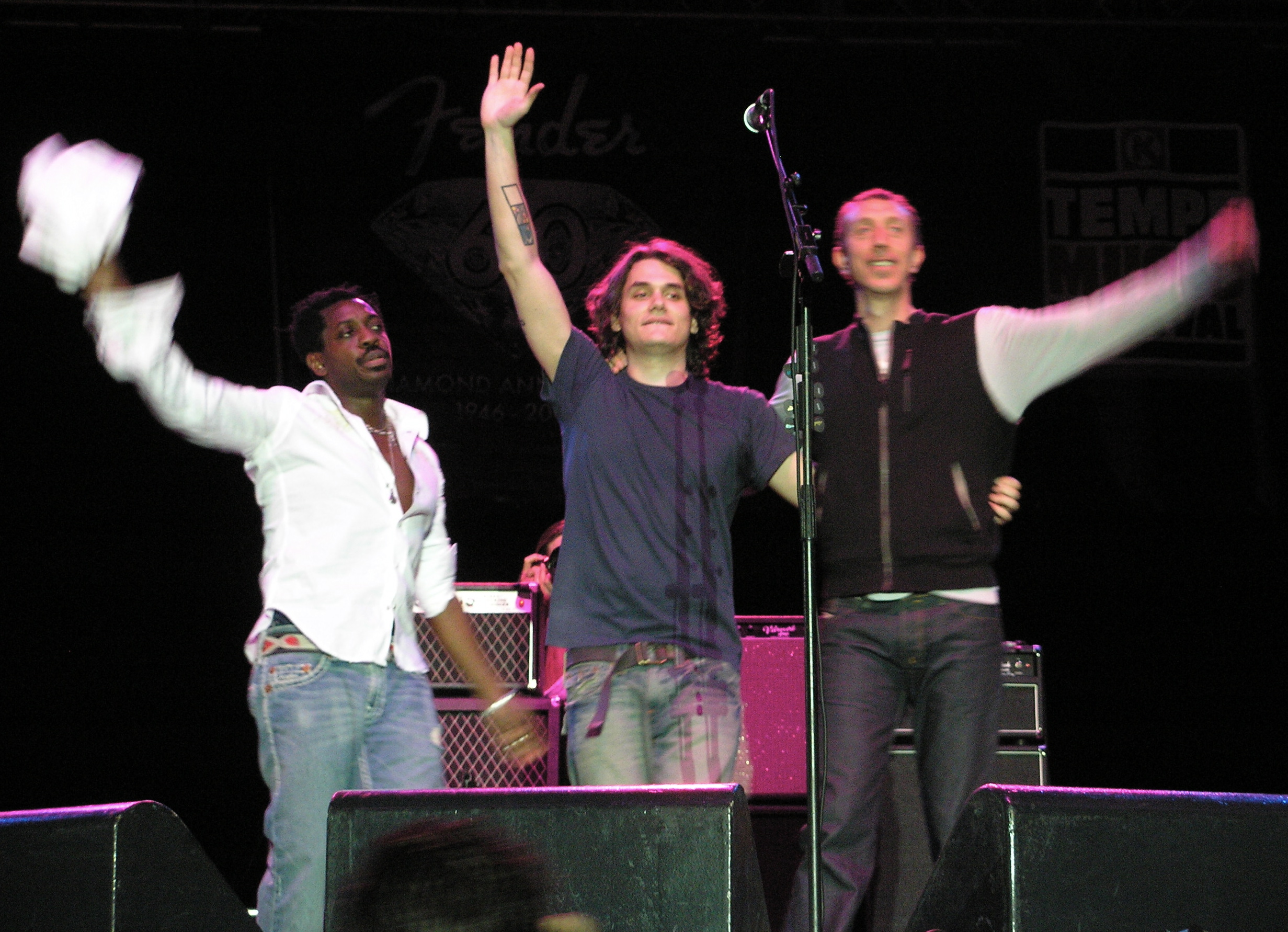
ジョン・メイヤー・トリオのピノ・パラディーノ（右端）

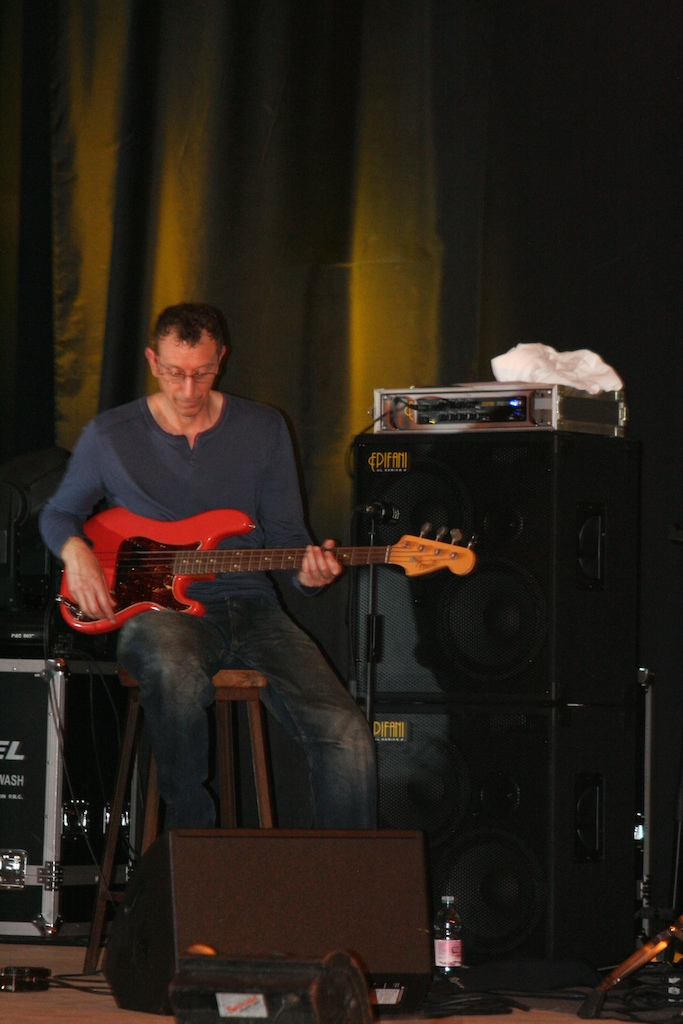
イタリア・サン・ピエトロ・イン・カリアーノのジャズ・フェスティバル、アマローネにて（2008年9月）

ピノ・パラディーノ（Pino Palladino、1957年10月17日 - ）は、ウェールズのミュージシャン、ソングライター、音楽プロデューサーである。多数の作品に参加するセッション・ベーシストとして知られ、ザ・フー、ジョン・メイヤー・トリオ、ナイン・インチ・ネイルズ、ゲイリー・ニューマン、ジェフ・ベック、ディアンジェロ、パワー・ステーションなどのライブでベースを演奏してきた。ローリング・ストーン誌が選んだ「史上最高のベーシスト50選」で第38位に選ばれている。

## 略歴

### 生い立ち
ウェールズ出身の母親とイタリア人の父親（カンポバッソ出身）との息子であるジュゼッペ・ヘンリー・パラディーノは、1957年10月17日にカーディフで生まれた。カトリック学校に通い、14歳でギターを、17歳でベースを始めた。彼は1年後に最初のフレットレスベースを購入し、主にR&B、ファンク、レゲエを演奏した。

### キャリア
パラディーノは幼い頃からモータウンとジャズに惹かれ、クラシック・ギターのレッスンを受けた。彼はレッド・ツェッペリンとイエスが好きで、ロック・バンドを始めた。
1982年、パラディーノはゲイリー・ニューマンとアルバム『アイ、アサシン』でレコーディングを行った。これに続いて、彼はポール・ヤングのデビュー・アルバムに貢献するように依頼された。マーヴィン・ゲイの「Wherever I Lay My Hat (That's My Home)」のヤングによるカバー・バージョンはヨーロッパでヒットし、パラディーノはその後、ヤングのバック・バンドである「The Royal Family」に加わった。また、彼はジョーン・アーマトレイディング、ゴー・ウエスト、デヴィッド・ギルモアとのレコーディングのオファーを受けた。彼は初期の影響としてジェームス・ジェマーソン、ダニー・トンプソン、ノーマン・ ワットロイを引用し、ジャコ・パストリアス、スタンリー・クラーク、ブーツィー・コリンズ、ラリー・グラハム、マイケル・ヘンダーソン、アンソニー・ジャクソン、マーカス・ミラー、ロッコ・プレスティアも賞賛している。
1991年、彼は元バッド・カンパニーのポール・ロジャース、元スモール・フェイセスのドラマーのケニー・ジョーンズと一緒に、ロウに参加してアルバム『THE LAW』を録音した。
1990年代、パラディーノはフレットレスベースとフレッテッドベース、4弦ベースと6弦ベースを交互に使用していた。彼はメリッサ・エスリッジ、リチャード・ライト、エルトン・ジョン、エリック・クラプトン、ピート・タウンゼント、ロジャー・ダルトリーと共演した。
彼はマイク・リンダップの最初のソロ・アルバム『チェンジズ』にて、ギターのドミニク・ミラーとドラムのマヌ・カチェと演奏した。
1999年に、ザ・ヴァーヴのリチャード・アシュクロフトと協力し始めたのは、アシュクロフトのデビュー・ソロ・アルバム『Alone With Everybody』がきっかけだった。
2002年6月、ザ・フーのベーシストのジョン・エントウィッスルが、2年ぶりのアメリカ・ツアーの開始前夜に急死した。パラディーノはタウンゼントに頼まれて急遽代役を務めることになり、ザック・スターキー（ドラムス）、ジョン・バンドリック（キーボード）、タウンゼントの実弟のサイモン・タウンゼント（ギター、ヴォーカル）と共にサポート・メンバーとしてツアーに参加して、タウンゼントとダルトリーを支えた。これをきっかけに、彼はザ・フーの様々な活動に貢献した。2006年、彼等の24年ぶりの新作アルバム『エンドレス・ワイヤー』に客演。2010年の第44回スーパーボウル・ハーフタイム・ショーに、スターキーらと共に助演。2012年の『四重人格』ツアーから2016年までのライブ活動のメンバーを務めた。その後も時々スタジオ・セッションに参加し、2019年に発表された13年ぶりの新作アルバム『WHO (フー)』の制作にも携わった。
パラディーノは1980年代半ばにスティーヴ・ジョーダンと出会い、どちらもセッション・ミュージシャンとして働いていたことから友情が芽生えた。ジョーダンは、メロディ、ベースライン、そしてほぼすべての種類のジャンルの受け入れる姿勢を通じて、音楽の変化を「感じる」ことができるパラディーノの明らかな才能を認めている。ジョーダンによれば、彼は2005年1月にジョン・メイヤーとウィリー・ウィークスに出会い、東南アジアを襲った津波の犠牲者のための「Tsunami Aid: A Concert of Hope」を行うことを計画していた。ウィークスが公演を行うことができなくなり、ジョーダンはメイヤーの仕事のいくつかを聴いていたパラディーノを代わりに提案し、彼は喜んでやって来た。ジミ・ヘンドリックスの曲「Bold as Love」を含むセットを始めて、3人は一緒にケミストリーを感じるようになった。彼らはアルバムを録音し、トリオとしてツアーを行った。
彼らは2005年11月22日にアルバム『トライ! ライヴ・イン・コンサート』をリリースした。11曲入りのライブ・アルバムには、ヘンドリックスの「Wait Until Tomorrow」とレイ・チャールズの「I Got a Woman」のカバー・バージョンや、メイヤーのアルバム『ヘヴィアー・シングス』の2曲、メイヤーの新曲が含まれていた。さらに、メイヤー、パラディーノ、ジョーダンは、「Good Love Is on the Way」「Vultures」「Try!」という3曲のソングライターとしてクレジットされている。パラディーノは、メイヤーの3枚目のアルバム『コンティニュアム』、4枚目のアルバム『バトル・スタディーズ』、7枚目のアルバム『ザ・サーチ・フォー・エヴリシング』に参加した。
2006年3月と4月、パラディーノはジェフ・ベックとツアーを行い、J・J・ケイル & エリック・クラプトンと共に2006年のアルバム『ザ・ロード・トゥ・エスコンディード』で演奏した。2009年、彼はキーボード奏者のフィリップ・セスとサイモン・フィリップスと「PSP」というトリオを結成した。
サイモン&ガーファンクルの「オールド・フレンズ・リユニオン・ツアー」で彼らと演奏した。
2011年1月、ディアンジェロと一緒にスタジオに入り、アルバム『ブラック・メサイア』のレコーディングを終えた。
2013年、彼はナイン・インチ・ネイルズのアルバム『ヘジテイション・マークス』で演奏し、ツアー・バンドのメンバーを務めた。さらに、彼はホセ・ジェイムズのアルバム『ノー・ビギニング・ノー・エンド』（2013年）を共同プロデュースした。

## 技術と機材
パラディーノは、数多くのアルバムにおいてフレットレスベースを使用していることで有名である。コマーシャルな曲のベースは大概、一般的なサウンドを持っていて、「低音を演奏」し続けるのが典型的だったが、パラディーノはフレットレス・トーンとオクターバー効果を組み合わせた別のサウンドと、頻繁にコードを追加したベースライン、リードするライン、および楽器のより高範囲なカウンターメロディを好んだ。このスタイルの典型は、ポール・ヤングの「Wherever I Lay My Hat」での彼の演奏にみられる。当時の彼の機材には、フレットレス・1979年型ミュージックマン・スティングレイ・ベースとボス・オクターヴ・ペダル（OC-2）が含まれていた。
1990年代以降、パラディーノは主にフェンダー・プレシジョンベースに傾倒してきた。彼は1963年のサンバースト・フェンダー・プレシジョンをアルバム『ヴードゥー』で使用し、ヘヴィゲージのLaBellaの弦（DGCFにチューニング）、フォーム・ミュート、アンペグのB-15アンプを使用した。彼はフェンダー・ジャガーベース、ラックランド・ジャズベース、ラリー・グラハム・シグネチャーJJ-4Bベースも演奏した。
フェンダー・ピノ・パラディーノ・シグネチャー・プレシジョンベースは、ピノ所有のフェンダー・プレシジョンベース2本をモデルにつくられた。ボディは、パラディーノの1961年製プレシジョンベースをベースにした、砂漠の砂のペイントの上に色あせたフィエスタ・レッド・ペイントを備えており、ネックシェイプとラウンドラム・ローズウッド指板は、1963年製のサンバースト・プレシジョン・ベースを基にしている。

## 私生活
1992年、ピノはポール・ヤングのボーカル・グループ、ファビュラス・ウェルシー・タルツ（Fabulous Wealthy Tarts）のメンバーであったマリリン・"マズ"・ロバーツと結婚した。彼らには3人の子供：ファビーナ、ジャンカーラ、ロッコがおり、全員が音楽業界に携わっている。

## ディスコグラフィ

### リーダー・アルバム
PSP
- 『PSP・ライヴ』 - Live (2009年) ※with フィリップ・セス、サイモン・フィリップス

### 参加アルバム
デヴィッド・ノップラー
- Release (1983年)
- Behind the Lines (1985年)
- Cut the Wire (1987年)

ドン・ヘンリー
- 『ビルディング・ザ・パーフェクト・ビースト』 - Building the Perfect Beast (1984年)
- 『エンド・オブ・ジ・イノセンス』 - The End of the Innocence (1989年)

ゴー・ウエスト
- 『ゴー・ウェスト』 - Go West (1985年)
- 『ダンシング・オン・ザ・カウチ』 - Dancing On The Couch (1987年)

エルトン・ジョン
- 『アイス・オン・ファイアー』 - Ice on Fire (1985年)
- 『ザ・ワン』 - The One (1992年)

ジョン・メイヤー
- 『トライ! ライヴ・イン・コンサート』 - Try! John Mayer Trio Live In Concert (2005年) ※ジョン・メイヤー・トリオ名義
- 『コンティニュアム』 - Continuum (2006年)
- 『バトル・スタディーズ』 - Battle Studies (2009年)
- 『ザ・サーチ・フォー・エヴリシング』 - The Search for Everything (2017年)

ジェフ・ベック
- 『フー・エルス!』 - Who Else! (1999年)
- 『ライブ・ベック'06』 - Official Bootleg USA '06 (2006年)
- 『エモーション・アンド・コモーション』 - Emotion & Commotion (2010年)

ディアンジェロ
- 『ヴードゥー』 - Voodoo (2000年)
- 『ブラック・メサイア』 - Black Messiah (2014年)

The Gaddabouts
- The Gaddabouts (2011年)
- Look Out Now! (2012年)

ザ・フー
- 『エンドレス・ワイヤー』 - Endless Wire (2006年)
- 『四重人格ライヴ』 - Quadrophenia Live In London (2014年)
- 『ライヴ・イン・ハイドパーク』 - Live In Hyde Park  (2015年)
- 『フー』 - Who (2019年)

ポール・ヤング
- 『何も言わないで』 - No Parlez (1983年)
- 『シークレット・オヴ・アソシエーション』 - The Secret of Association (1985年)
- 『ビトゥイーン・トゥー・ファイヤーズ』 - Between Two Fires (1986年)
- 『アザー・ヴォイセズ』 - Other Voices (1990年)
- 『ザ・クロッシング』 - The Crossing (1993年)

その他
- ジュールズ・ホランド : Jools Holland and His Millionaires (1981年)
- ゲイリー・ニューマン : 『アイ、アサシン』 - I, Assassin (1982年)
- ニック・ヘイワード : 『風のミラクル』 - North of a Miracle (1983年)
- デヴィッド・ギルモア : 『狂気のプロフィール』 - About Face (1984年)
- ジュールズ・ホランド : Jools Holland Meets Rock 'A' Boogie Billy (1984年)
- ピート・タウンゼント : 『ホワイト・シティ』 - White City: A Novel (1985年)
- クリス・イートン : Vision (1986年)
- クリス・デ・バー : 『イントゥ・ザ・ライト』 - Into the Light (1986年)
- ジョーン・アーマトレイディング : 『シャウティング・ステージ』 - The Shouting Stage (1988年)
- ティアーズ・フォー・フィアーズ : 『シーズ・オブ・ラヴ』 - The Seeds of Love (1989年)
- フィル・コリンズ : 『バット・シリアスリー』 - ...But Seriously (1989年)
- エリック・クラプトン : 『ジャーニーマン』 - Journeyman (1989年)
- ジュリア・フォーダム : 『微笑にふれて』 - Porcelain (1989年)
- 坂本龍一 : 『Beauty』 - Beauty (1989年)
- クリスチャンズ : 『COLOUR』 - Colour (1990年)
- ジョーン・アーマトレイディング : 『ハーツ・アンド・フラワーズ』 - Hearts and Flowers (1990年)
- オリータ・アダムス : 『サークル・オブ・ワン』 - Circle of One (1990年)
- マイク・リンダップ : 『チェンジズ』 - Changes (1990年)
- クラウディオ・バリオーニ : Oltre (1990年)
- ロウ : 『THE LAW』 - The Law (1991年)
- ジュリア・フォーダム : 『哀しみの色彩』 - Swept (1991年)
- ピーター・セテラ : 『ワールド・フォーリング・ダウン』 - World Falling Down (1992年)
- メリッサ・エスリッジ : 『イエス・アイ・アム』 - Yes I Am (1993年)
- デヴィッド・クロスビー : 『サウザンド・ローズ』 - Thousand Roads (1993年)
- マイケル・マクドナルド : 『ブリンク・オブ・アイ』 - Blink of an Eye (1993年)
- ブライアン・フェリー : 『マムーナ』 - Mamouna (1994年)
- カーリー・サイモン : 『届かぬ手紙』 - Letters Never Sent (1994年)
- オリータ・アダムス : 『ムーヴィン・オン』 - Moving On (1995年)
- ピーター・セテラ : 『ワン・クリア・ヴォイス』 - One Clear Voice (1995年)
- リチャード・ライト : 『ブロークン・チャイナ』 - Broken China (1996年)
- ジミー・ネイル : Crocodile Shoes II (1996年)
- ダンカン・シーク : 『ダンカン・シーク』 - Duncan Sheik (1996年)
- スティーヴ・ルカサー : 『LUKE』 - Luke (1997年)
- B.B.キング : 『デューシズ・ワイルド』 - Deuces Wild (1997年)
- ガーランド・ジェフリーズ : 『ワイルドライフ・ディクショナリー』 - Wildlife Dictionary (1997年)
- エリック・クラプトン : 『ピルグリム』 - Pilgrim (1998年)
- ジュディ・ツーク : Secret Agent (1998年)
- リッチー・サンボラ : 『アンディスカヴァード・ソウル』 - Undiscovered Soul (1998年)
- ロビー・マッキントッシュ : Emotional Bends (1999年)
- ティナ・ターナー : 『トゥエンティ・フォー・セヴン』 - Twenty Four Seven (1999年)
- ビヴァリー・クレイヴェン : Mixed Emotions (1999年)
- リチャード・アシュクロフト : 『Alone With Everybody』 - Alone With Everybody (2000年)
- ジェリー・ラファティー : Another World (2000年)
- エリカ・バドゥ : 『ママズ・ガン』 - Mama's Gun (2000年)
- ニッカ・コスタ : 『エヴリバディ・ゴット・ゼア・サムシング』 - Everybody Got Their Something (2001年)
- エリック・クラプトン : 『レプタイル』 - Reptile (2001年)
- ロッド・スチュワート : 『ヒューマン』 - Human (2001年)
- ローナン・キーティング : 『デスティネイション』 - Destination (2002年)
- エディ・ブリケル : Volcano (2003年)
- エリック・クラプトン : 『ミー&Mr.ジョンソン』 - Me and Mr. Johnson (2004年)
- ダニエル・ベディングフィールド : Second First Impression (2004年)
- エリック・クラプトン : 『バック・ホーム』 - Back Home (2005年)
- シャルロット・チャーチ : Tissues and Issues (2005年)
- ウィル・ヤング : Keep On (2005年)
- J・J・ケイル & エリック・クラプトン : 『ザ・ロード・トゥ・エスコンディード』 - The Road to Escondido (2006年)
- ポール・サイモン : 『サプライズ』 - Surprise (2006年)
- エイモス・リー : 『真実をさがして』 - Last Days at the Lodge (2008年)
- ジェリー・ラファティー : Life Goes On (2009年)
- アラン・クラーク : Colorblind (2010年)
- ロビー・ロバートソン : 『ハウ・トゥ・ビカム・クレアヴォヤント』 - How to Become Clairvoyant (2011年)
- レベッカ・ファーガソン : Heaven (2011年)
- ガーランド・ジェフリーズ : The King of In Between (2011年)
- アデル : 『21』 - 21 (2011年)
- ケリー・クラークソン : 『ストロンガー』 - Stronger (2011年)
- ミーカ : 『ジ・オリジン・オブ・ラヴ』 - The Origin of Love (2012年)
- ホセ・ジェイムズ : 『ノー・ビギニング・ノー・エンド』 - No Beginning No End (2013年)
- ナイン・インチ・ネイルズ : 『ヘジテイション・マークス』 - Hesitation Marks (2013年)
- キース・リチャーズ : 『クロスアイド・ハート』 - Crosseyed Heart (2015年)
- キース・アーバン : Ripcord (2016年)
- ジョン・レジェンド : 『ダークネス・アンド・ライト』 - Darkness and Light (2016年)
- コリーヌ・ベイリー・レイ : 『ザ・ハート・スピークス・イン・ウィスパー』 - The Heart Speaks in Whispers (2016年)
- エド・シーラン : 『÷』 - ÷ (2017年)
- Bahamas : Earthtones (2018年)
- ホセ・ジェイムズ : 『リーン・オン・ミー』 - Lean On Me (2018年)
- キンブラ : Primal Heart (2018年)
- ジョシュ・グローバン : 『ブリッジズ』 - Bridges (2018年)
- ジェイコブ・コリアー : 『ジェシー Vol. 2』 - Djesse Vol. 2 (2019年)
- ハリー・スタイルズ : 『ファイン・ライン』 - Fine Line (2019年)
- エド・シーラン : No. 6 Collaborations Project (2019年)
- レックス・オレンジ・カウンティ : 『ポニー』 - Pony (2019年)
- エミリー・サンデー : Real Life (2019年)
- ロビー・ロバートソン : Sinematic (2019年)
- パワー・ステーション : Reunion (2020年)